# Armapur Estate
Armapur Estate es una  ciudad censal situada en el distrito de Kanpur Nagar en el estado de Uttar Pradesh (India). Su población es de 15463 habitantes (2011). 

## Demografía
Según el censo de 2011 la población de Armapur Estate era de 15463 habitantes, de los cuales 8160 eran hombres y 7303 eran mujeres. Armapur Estate tiene una tasa media de alfabetización del 89,13%, superior a la media estatal del 67,68%: la alfabetización masculina es del 94,67%, y la alfabetización femenina del 83,03%.